# Oberbösa
Oberbösa est une commune allemande de l'arrondissement de Kyffhäuser, Land de Thuringe.

## Géographie
La commune comprend Bonnrode.
|            | Kyffhäuserland |                |
| Trebra     | Oberbösa       | Kyffhäuserland |
| Niederbösa | Frömmstedt     |                |

## Histoire
Oberbösa est mentionné pour la première fois en 786 sous le nom de Bysaho. En 839, l'empereur Louis le Pieux confirme que son fils Louis II de Germanie donnera le village de Bösoa à l'abbaye de Fulda.
En 1611, la peste tue 188 habitants.
Bonnrode est mentionné pour la première fois en 983. De 1122 à 1140, un couvent bénédictin est fondé. Il est détruit par la guerre des Paysans allemands en 1525. Depuis 2004, une association reconstruit les lieux.

## Jumelage
- Bubenheim,  Rhénanie-Palatinat

## Source, notes et références
1. ↑  https://archive.wikiwix.com/cache/20221006221029/http://www.kloster-bonnrode.de.

- (de) Cet article est partiellement ou en totalité issu de l’article de Wikipédia en allemand intitulé « Oberbösa » (voir la liste des auteurs).